# 4-es busz (Balatonfüred)
A balatonfüredi 4-es jelzésű autóbusz az Autóbusz-állomás – Kiserdő – Strandok – Arács – Óváros – Autóbusz-állomás útvonalon közeledik körjáratként. Ellenkező irányba a 3-as busz szállítja az utasokat. A vonalat a Volánbusz üzemelteti.

## Közlekedése
Minden nap kb. kétóránként közlekedik.

## Útvonala
| Autóbusz-állomás → Kiserdő → Strandok → Arács → Óváros → Autóbusz-állomás |
| --- |
| Autóbusz-állomás (vasútállomás) vá. – Castricum tér – Horváth Mihály utca – Jókai Mór utca – Petőfi Sándor utca – Deák Ferenc utca – Munkácsy Mihály utca – Germering utca – Petőfi Sándor utca – Lóczy Lajos utca – Bata liget – Lóczy Lajos utca – Arácsi út – Szent István tér – Kossuth Lajos utca – Dózsa György utca – Bajcsy-Zsilinszky utca – Lapostelki utca – Fürdő utca – Horváth Mihály utca – Castricum tér – Autóbusz-állomás (vasútállomás) vá. |

## Megállóhelyei
| 0  | Autóbusz-állomás (vasútállomás) végállomás |                          | Balatonfüred Autóbusz-állomás, Vasútállomás, Castricum tér                                                                                          |
| 1  | Horváth Mihály utca                        | 1, 1B, 2, 2B, 3, 5, 6, 7 | Rádiómúzeum |
| 2  | Arany Csillag Szálló                       | 3, 6, 7                  | Arany Csillag Szálló, Posta |
| 3  | Kiserdő                                    | 3, 6, 7                  | Kiserdő |
| 5  | Helka utca                                 | 3                        | Balatonarács |
| 7  | Esterházy strand                           | 3                        | Esterházy strand és Élményfürdő, Tagore sétány |
| 8  | Kisfaludy strand                           | 3                        | Kisfaludy strand |
| 9  | PAV-üdülő                                  | 3                        | Balatoni Vízirendészet |
| 10 | Germering utca                             | 3                        | |
| 12 | Balatonarács, vasúti megállóhely           | 3                        | Balatonarács |
| 14 | Pálóczi Horváth Ádám utca                  | 3, 6, 7                  | |
| 15 | Hősök tere                                 | 3, 6, 7                  | Szent Benedek Gimnázium, Szakközépiskola és Kollégium, Temető, Hősök tere                                                                           |
| 17 | Bata liget                                 | 3                        | |
| 18 | Arácsi népház                              | 3                        | Arácsi népház, Posta, Arácsi római katolikus templom                                                                                                |
| 19 | Gombás-kúria                               | 3, 6, 7                  | |
| 20 | Tamási Áron utca                           | 3, 6, 7                  | |
| 21 | Önkormányzat                               | 3, 6, 7                  | Polgármesteri Hivatal, Krisztus Király templom, Rendelőintézet, Posta, Vásárcsarnok                                                                 |
| 22 | Közösségi ház                              | 1, 1B, 2, 2B, 3          | Közösségi ház, Krisztus Király templom, Városháza, Posta, Kormányablak, Rendelőintézet, Vásárcsarnok, Református Általános Iskola, Szent István tér |
| 23 | Kossuth tér                                | 1, 1B, 2, 2B, 3          | Református templom, Evangélikus templom, Városi Könyvtár és Múzeum, Kossuth tér                                                                     |
| 24 | Volán-telep                                | 1, 3                     | Volán-telep, Temető |
| 26 | Lapostelki út                              | 3                        | |
| 28 | Szabadidőközpont                           | 3                        | Balaton Szabadidő- és Konferenciaközpont, Városi Uszoda                                                                                             |
| 29 | Autóbusz-állomás (vasútállomás) végállomás | 1, 1B, 2, 3, 5, 6, 7     | Balatonfüred Autóbusz-állomás, Vasútállomás, Castricum tér                                                                                          |